# Tej
El tej (amhàric: ጠጅ, pronunciat /ˈtʼədʒ/; tigrinya: mes) és un tipus d'hidromel, o vi de mel, etiòpic. El tej és condimentat amb les fulles moltes del gesho (Rhamnus prinoides), un arbust africà. El tej casolà és molt comú, però se'l serveix també en bars anomenats tej betoch ("cases de tej").
El tej és dolç, i la seva dolçor disfressa el seu contingut alcohòlic. Se serveix tradicionalment en una botella arrodonida. El tej varia en dolçor i força; el més fort es diu derek, o "sec". El derek tej és fermentat per un llarg període, resultant que hi roman poc del sucre. El makakalanya tej és de dolçor i força mitjanes; aquest és la varietat més comuna a casa o als tej betoch. El tej més dolç es diu laslasa o berz, que fermenta durant només alguns dies.

## Història
Excavacions a Axum han descobert evidència de la manufactura i consumpció de tej al Regne d'Axum antic. L'hidromel és, més probablement, una de les begudes alcohòliques més antigues, i escriptures gregues suggereixen que el tej era manufacturat almenys fa 2.000 anys. Inscripcions etiòpiques en la llengua antiga gueez del segle iii descriuen el tej. Informes escrites per europeus començant en el segle xvi descriuen el tej.
Tradició etiòpica identifica el regne de Sabà descrita en la Bíblia amb Etiòpia. Segons llegenda, la Reina de Sabà es deia Makeda (ማክዳ), i es diu que ella portà el tej quan visità Salomó. Ells el begueren junts i ella concebé el seu fill, el futur emperador d'Etiòpia Menelik I. La família imperial mantinguí que eren descendents d'ells.